# Akron, Ohio
Akron je grad u američkoj saveznoj državi Ohio. Godine 2007. imao je 207.934 stanovnika, čime je bio 95. grad po brojnosti u SAD-u, a peti u saveznoj državi, iza Columbusa, Cincinnatija, Clevelanda i Toleda. Šire gradsko područje ima oko 700.000 stanovnika.
Akron se nalazi u sjeveroistočnom dijelu Ohija, na rijeci Cuyahoga, oko 50 km južno od Clevelanda i oko 100 km zapadno od granice s Pennsylvanijom. Osnovan je 1825. godine, a 1865. dobio je status grada. Razvoju mu je ponajviše doprinijela mreža riječnih kanala. Danas je poznat kao "svjetska prijestolnica gume", a u njemu sjedište imaju tvrtke Goodyear i Firestone.
Čak je 18% stanovništva grada njemačkog podrijetla.

## Vanjske poveznice
- Službena stranica (engl.)

### Ostali projekti
|  | Zajednički poslužitelj ima još gradiva o temi Akron, Ohio |
|  | Wikizvor ima izvorni tekst Akron, Ohio                    |
|  | Wikizvor ima izvorna djela autora: Akron, Ohio            |
|  | Wječnik ima rječničku natuknicu Akron, Ohio               |
|  | Wikiknjige imaju gradivo o temi Akron, Ohio               |
|  | Wikicitati imaju zbirke citata o temi Akron, Ohio         |